# Bad Schandau (nádraží)
Bad Schandau je železniční stanice na železniční trati Děčín – Dresden-Neustadt a také zde končí trať Budyšín – Bad Schandau. Bad Schandau je pohraniční stanice pro mezinárodní železniční dopravu mezi Německem a Českou republikou. Stanice Bad Schandau je jedinou stanicí dálkové dopravy v regionu národního parku Saské Švýcarsko.

## Historie
Bad Schandau získal železniční spojení s výstavbou Sasko-české železnice, jejíž úsek Königstein–Krippen byl otevřen 9. června 1850. V roce 1920 byla stanice přestavěna a rozšířena.

## Přeprava
Stanice Bad Schandau je obsluhována vlaky EuroCity (EC) na trase Berlín–Praha, z nichž některé jezdí do Hamburku nebo Budapešti. V místní dopravě dominují vlaky drážďanské linky S-Bahn S1 (Schöna – Meißen-Triebischtal), které jezdí každou půl hodinu. Regionální vlaky linky U28 (Děčín–Rumburk) projíždějí stanicí každé dvě hodiny, doplněné sezónní linkou RE20 (Dresden Hbf – Litoměřice město).